# Первомайский сельсовет (Петровский район)
Первомайский сельсовет — сельское поселение в Петровском районе Тамбовской области Российской Федерации.
Административный центр — село Фёдоровка.

## История
Статус и границы сельского поселения установлены Законом Тамбовской области от 17 сентября 2004 года № 232-З «Об установлении границ и определении места нахождения представительных органов муниципальных образований в Тамбовской области».

## Население
| 2010 | 2012 | 2013 | 2014 | 2015 | 2016 | 2017 |
| ---- | ---- | ---- | ---- | ---- | ---- | ---- |
| 814  | ↘755 | ↘724 | ↘716 | ↘680 | ↘635 | ↘616 |
| 2018 | 2019 | 2020 | 2021 |      |      |      |
| ↘590 | ↘565 | ↘533 | ↘456 |      |      |      |

## Состав сельского поселения
| №  | Населённый пункт | Тип населённого пункта       | Население |
| -- | ---------------- | ---------------------------- | --------- |
| 1  | Алексеевка       | деревня                      | 51        |
| 2  | Аненка           | деревня                      | 38        |
| 3  | Боголюбово       | деревня                      | 0         |
| 4  | Борщёво          | деревня                      | 12        |
| 5  | Засецкая         | деревня                      | 3         |
| 6  | Красный          | посёлок                      | 62        |
| 7  | Найдёновка       | село                         | ↘183      |
| 8  | Новопавловка 2-я | деревня                      | 22        |
| 9  | Осадовка         | деревня                      | 16        |
| 10 | Свободный Уголок | посёлок                      | 1         |
| 11 | Тютчево          | деревня                      | 7         |
| 12 | Фёдоровка        | село, административный центр | ↘419      |